# Hausertshof
Hausertshof ist ein Gemeindeteil der Großen Kreisstadt Dinkelsbühl im Landkreis Ansbach (Mittelfranken, Bayern). Hauserthof liegt in der Gemarkung Segringen.

## Geografie
Südlich des Weilers fließt der Mühlgraben (im Unterlauf Walkenweiherbach genannt), ein rechter Zufluss der Wörnitz, nordöstlich fließt der Hausertsmühlbach, ein linker Zufluss des Walkenweiherbachs. Der Ort liegt in einer flachhügeligen Landschaft und ist mit Acker- und Grünland umgeben. 0,5 km nördlich gibt es einen Golfplatz. Das Hirtenhölzle liegt 0,75 km westlich des Orts. Eine Gemeindeverbindungsstraße führt an der Hausertsmühle vorbei zur Kreisstraße AN 44 (0,9 km südöstlich) bzw. nach Untermeißling (0,9 km nordwestlich).

## Geschichte
Der Ort wurde im amtlichen Ortsverzeichnis von 1970 noch nicht erwähnt und ist wahrscheinlich erst nachher entstanden.

## Einwohnerentwicklung
| Jahr      | 001987 | 002015 |
| Einwohner | 24     | 22     |
| Häuser    | 4      |        |
| Quelle    | [ 7 ]  | [ 1 ]  |